# Johan Leman
Johan Leman (Aalbeke, 18 november 1946) is een pater dominicaan, professor in de sociale en culturele antropologie en in België vooral bekend als voormalig directeur van het Centrum voor Gelijkheid van Kansen en voor Racismebestrijding (CGKR). Leman studeerde filosofie, theologie alsook Oosterse filologie en filosofie aan de KU Leuven.
Als directeur van het CGKR was hij een decennium lang in beeld omwille van zijn inzet voor minderheden zoals de migranten en de minder bedeelden, een voortzetting van het veldwerk dat Leman al geruime tijd beoefende in en om Brussel. Van 1989 tot 1993 was hij de kabinetschef van de Koninklijk Commissaris voor het Migrantenbeleid, Paula D'Hondt, die hij in 1993 zou opvolgen na de hervorming tot het CGKR, dat al vlug "Centrum Leman" werd genoemd. Bij het CGKR werd hij in 2004 opgevolgd door Jozef De Witte.
Sinds 2011 is hij ook chair holder leerstoel GCIS (Fethullah Gülen Chair for Intercultural Studies) aan de KU Leuven. Hij is heden voorzitter van het Regionaal Integratiecentrum vzw Foyer in Sint-Jans-Molenbeek, waarvan hij directeur was van 1981 tot 1989.